# Ruaan du Preez
Pour les articles homonymes, voir Du Preez.

a Compétitions nationales et continentales officielles uniquement.

Dernière mise à jour le 28 décembre 2017.
Ruaan du Preez, né le 20 mars 1984, est un joueur sud-africain de rugby à XV qui joue au poste de pilier. Il joue de 2011 à 2013 avec le club du FC Grenoble, puis avec Oyonnax de 2013 à 2015, et enfin SU Agen lors de la saison 2015-2016.

## Palmarès
- Champion de France de Pro D2 en 2012 avec le FC Grenoble